# Sermaise, Essonne
Sermaise là một xã ở tỉnh Essonne thuộc vùng Île-de-France miền bắc nước Pháp.
Theo điều tra dân số năm 1999, dân số xã này là 1.471.
Danh xưng cư dân địa phương Sermaise trong tiếng Pháp là Sermaisiens.